# Liste der Bodendenkmäler in Schönau am Königssee

Wappen von Schönau am Königssee

Auf dieser Seite sind die Bodendenkmäler in der oberbayerischen Gemeinde Schönau am Königssee zusammengestellt. Diese Tabelle ist eine Teilliste der Liste der Bodendenkmäler in Bayern. Grundlage ist die Bayerische Denkmalliste, die auf Basis des Bayerischen Denkmalschutzgesetzes vom 1. Oktober 1973 erstmals erstellt wurde und seither durch das Bayerische Landesamt für Denkmalpflege geführt wird. Die folgenden Angaben ersetzen nicht die rechtsverbindliche Auskunft der Denkmalschutzbehörde.

## Bodendenkmäler der Gemeinde Schönau am Königssee

### Bodendenkmäler in der GemarkungForst Sankt Bartholomä
| Lage                                                                   | Objekt | Akten-Nr.     | Bild                                                                       |
| ---------------------------------------------------------------------- | --- | ------------- | -------------------------------------------------------------------------- |
| Forst Sankt Bartholomä St. Bartholomä (Standort)                       | Untertägige mittelalterliche und frühneuzeitliche Befunde im Bereich der Katholischen Wallfahrtskirche St. Bartholomä und des ehemaligen Jagdschlosses in Sankt Bartholomä a.Königssee und ihren Vorgängerbauten. | D-1-8443-0002 | Untertägige Befunde im Bereich Wallfahrtskirche St. Bartholomä             |
| Forst Sankt Bartholomä Oberhalb St. Bartholomä; Waldkapelle (Standort) | Untertägige frühneuzeitliche Befunde im Bereich der Katholischen Waldkapelle St. Johannes und Paulus bei Sankt Bartholomä.                                                                                        | D-1-8443-0003 | Untertägige Befunde im Bereich Katholischen Waldkapelle bei St. Bartholomä |

### Bodendenkmäler in der Gemarkung Schönau
| Lage                                 | Objekt | Akten-Nr.     | Bild                                               |
| ------------------------------------ | --- | ------------- | -------------------------------------------------- |
| Schönau Am Friedhof (Standort)       | Abgegangenes Schloss der frühen Neuzeit (Fürstpröpstliches Schloss Lustheim). | D-1-8343-0015 | Schloss Lustheim                                   |
| Schönau Untersteiner Str. (Standort) | Untertägige frühneuzeitliche Befunde im Bereich der ehemalige Kapelle zur schmerzhaften Mutter Gottes in Unterschönau (sog. Schornkapelle), heute Evangelisch-Lutherischen Kirche. | D-1-8343-0017 | Untertägige Befunde im Bereich der Hubertuskapelle |